# Битка при Тарент (212 пр.н.е.)
Вижте пояснителната страница за други значения на Битка при Тарент.
Битката при Тарент през 212 пр.н.е. по време на Втората пуническа война между Римската република с управителя на града Марк Ливий Макат и Картаген с Ханибал. Завършва с победа на Картаген.